# آنتونیو آریاس (بازیکن فوتبال)
 آنتونیو آریاس (اسپانیایی: Antonio Arias‎؛ زادهٔ ۹ اکتبر ۱۹۴۴) یک بازیکن فوتبال اهل شیلی است.

## تیم ملی
وی همچنین در تیم ملی فوتبال شیلی بازی کرده است.